# FishVille
FishVille era un browser game sviluppato da Zynga nel 2009 per Facebook. Nell'ottobre 2011 l'applicazione registrava oltre un milione e mezzo di utenti attivi mensili. Il gioco fu chiuso il 5 dicembre 2012.
In FishVille il giocatore doveva gestire un acquario virtuale, dando il giusto nutrimento ai pesci ivi contenuti, per evitare che questi morissero. Il giocatore poteva subito abbellire l'acquario creando sfondi e decorazioni. Un tutorial introduceva poi alcune funzioni base del gioco, inerenti all'aggiunta di pesci per l'acquario e la loro alimentazione. Per ogni pesce che veniva venduto, si accumulavano i punti di esperienza (XP). Era anche possibile guadagnare monete, sia portando a termine determinati compiti sia aiutando altri giocatori.
Come la maggior parte delle applicazioni Zynga, FishVille incorporava l'aspetto più propriamente legato al social network Facebook in molte aree di gioco. Il giocatore poteva infatti invitarne altri a essere suoi vicini. Ciò permetteva inoltre di inviare regali e forniture varie tipo medicine.